# Oud-Grieks huis

Plattegrond van een oud-Grieks huis.
1 Ingang
2 Hof
3 Voorhal (prostas)
4 Woonkamer (oikos)

Het oud-Griekse huis (Oudgrieks: οἶκος / oikos) was de woning van de burgers van een polis.

## Indeling
Het oud-Griekse huis was in twee delen opgedeeld, de ene voor de mannen (andron of  andronitis) en de andere voor de vrouwen (gynaikonitis of gynaikeion). De vrouwenruimte bevond zich aan de achterkant van het huis en soms op de bovenste verdieping indien er een was.
De deur van het huis opende naar binnen. Ze werd soms in één lijn met de voorgevel geplaatst, soms in een kleine ruimte het prothyron of propylaion genaamd. Voor deze ruimte stond er dikwijls een huisaltaar dat was gewijd aan Apollon Agyieus of de god van de straten. Binnenin het huis, aan beide kanten van de vestibule, bevonden zich de kamer van de portier en de andere kamers voor werk en zaken. De vestibule leidde naar een open binnenplein (aule), dat aan drie zijden met zuilen was omzoomd. In het midden van dit binnenplein stond het altaar van Zeus Herkeios, de beschermgod van het huiselijk leven. Aan de zijkanten hiervan waren de kamers voor het eten en slapen, opslagkamers en cellen voor de slaven, die, zoals de voorste kamers, uitgaven op het binnenplein. Maar de slaven leefden soms op een hogergelegen verdieping, dat dezelfde grootte had als het hele huis. Aan de zijde van het binnenplein dat tegenover de vestibule lag, waren er geen zuilen, maar twee pilasters op enige afstand van elkaar de ingang van een hal aangaven, die prostas of parastas werd genoemd, die in breedte twee derde mat van de afstand tussen de pilasters. Hier ontmoette de familie bij hun gemeenschappelijke maaltijden en gemeenschappelijke offers; hier bevond zich zeer waarschijnlijk ook de haard of het heiligdom van Hestia. Op een zijde van de parastas was de thalamos of slaapkamer voor de meester en meesteres van het huis. Aan de andere kant lag de amphithalamos, waar vermoedelijk de dochters sliepen. In de onderste muur van de parastas was een deur, metaulos of  misaulos genaamd, die naar de werkkamer van de slavinnen leidde. Grote huizen hadden een tweede binnenplaats, een peristylon, dat volledig door zuilen werd omzoomd. Het dak van het Griekse huis was over het algemeen, hoewel niet altijd, plat; de kamers werden meestal verlicht door de deuren die uitzagen op het binnenplein.

## Referentie
- O. Seyffert, art. House, the Greek house, in O. Seyffert, Dictionary of Classical Antiquities, Londen, 1894, p. 309.